# 1305 Pongola
1305 Pongola је астероид главног астероидног појаса са средњом удаљеношћу од Сунца која износи 3,012 астрономских јединица (АЈ).
Апсолутна магнитуда астероида је 10,65 а геометријски албедо 0,348.